# サンタ・カタリーナ・デ・フォゴ (カーボベルデ)
サンタ・カタリーナ・デ・フォゴ（ポルトガル語: Concelho de Santa Catarina do Fogo）は、カーボベルデの基礎自治体のひとつ。

## 隣接行政区画
- サン・フェリペ
- モステイロス

## 教区
- Santa Catarina do Fogo